# Makka na ito/Ai yori aoku
Makka na ito/Ai yori aoku (真っ赤な糸/藍より青く?) è il venticinquesimo singolo della rock band visual kei giapponese Plastic Tree. È stato pubblicato il 24 gennaio 2007 dall'etichetta major Universal Music.
Si tratta di una doppia a-side stampata in due versioni: una special edition in confezione jewel case con DVD extra ed una normal edition con copertina diversa ed un brano in più (Wareta mado, primo singolo major dei Plastic Tree, di cui qui è pubblicata la versione demo per celebrare i dieci anni di carriera del gruppo).

## Tracce
Tutti i brani sono testo di Ryūtarō Arimura e musica di Tadashi Hasegawa.

Dopo il titolo è indicata fra parentesi "()" la grafia originale del titolo, eventuali note sono indicate dopo il punto e virgola ";".
1. Makka na ito (真っ赤な糸?) - 4:29
2. Ai yori aoku (藍より青く?) - 4:58
3. Makka na ito ~Instrumental~ (真っ赤な糸〜Instrumental〜?) - 4:29
4. Ai yori aoku ~Instrumental~ (藍より青く〜Instrumental〜?) - 5:02
5. Wareta mado ~Pilot han 1997 DEMO TAPE~ (割れた窓〜パイロット版 1997 DEMO TAPE〜?) - 3:28; bonus track presente solo nella normal edition

### DVD
1. Spica; videoclip
2. Makka na ito; videoclip
3. Makka na ito; riprese off-shot

## Altre presenze
- Makka na ito:
  - 27/06/2007 - Nega to Posi
  - 26/08/2009 - Gestalt hōkai
- Ai yori aoku:
  - 05/09/2007 - B men gahō
- Wareta mado:
  - 25/06/1997 - Wareta mado
  - 10/07/1997 - Hide and Seek
  - 27/03/2001 - Cut ~Early Songs Best Selection~
  - 14/11/2001 - Plastic Tree Single Collection

## Formazione
- Ryūtarō Arimura - voce e seconda chitarra
- Akira Nakayama - chitarra e cori
- Tadashi Hasegawa - basso e cori
- Hiroshi Sasabuchi - batteria (tracce 01~04)
- TAKASHI - batteria (traccia 05)